# Congea griffithiana
Congea griffithiana là một loài thực vật có hoa trong họ Hoa môi. Loài này được Munir mô tả khoa học đầu tiên năm 1966.

## Hình ảnh

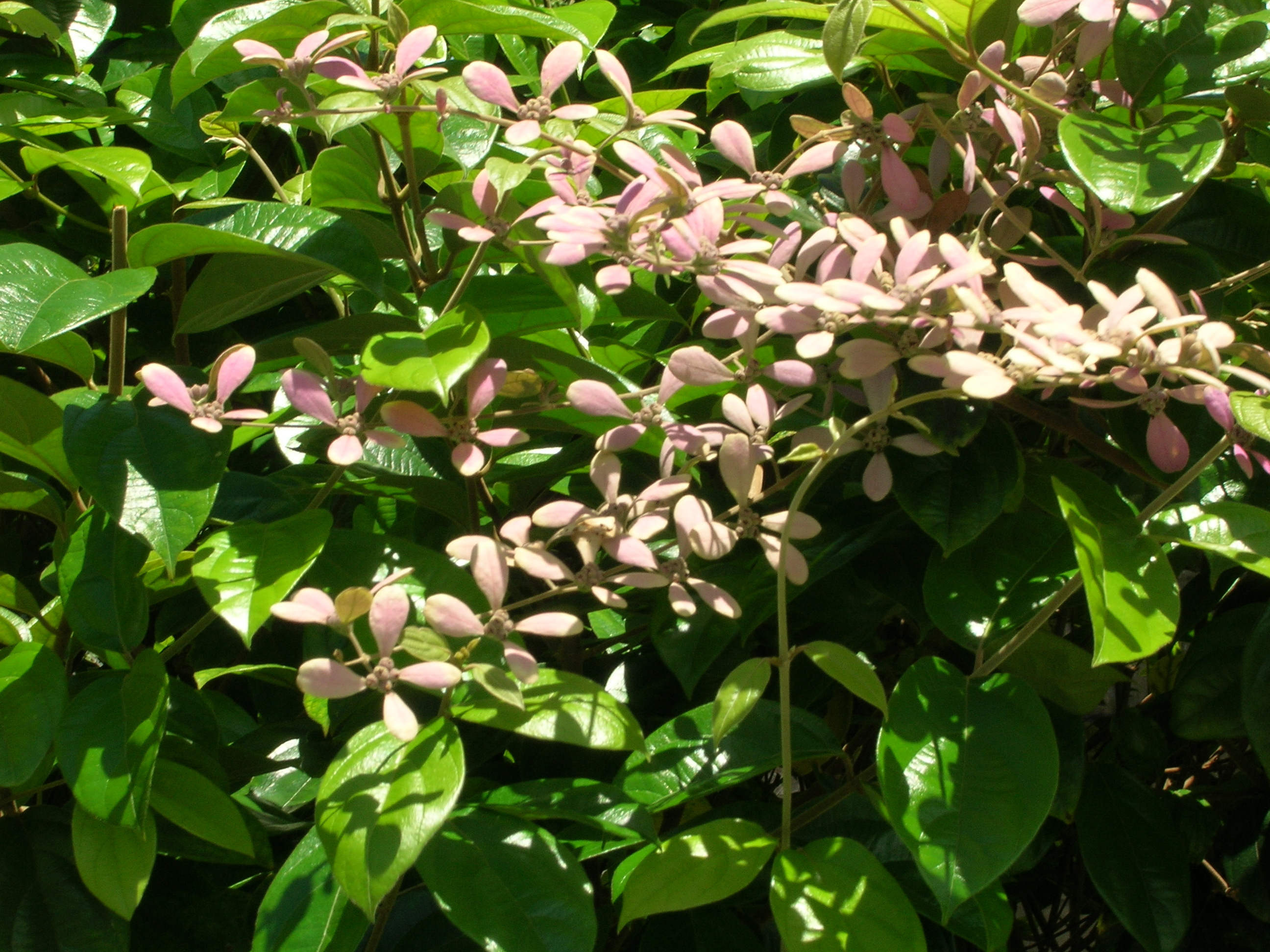
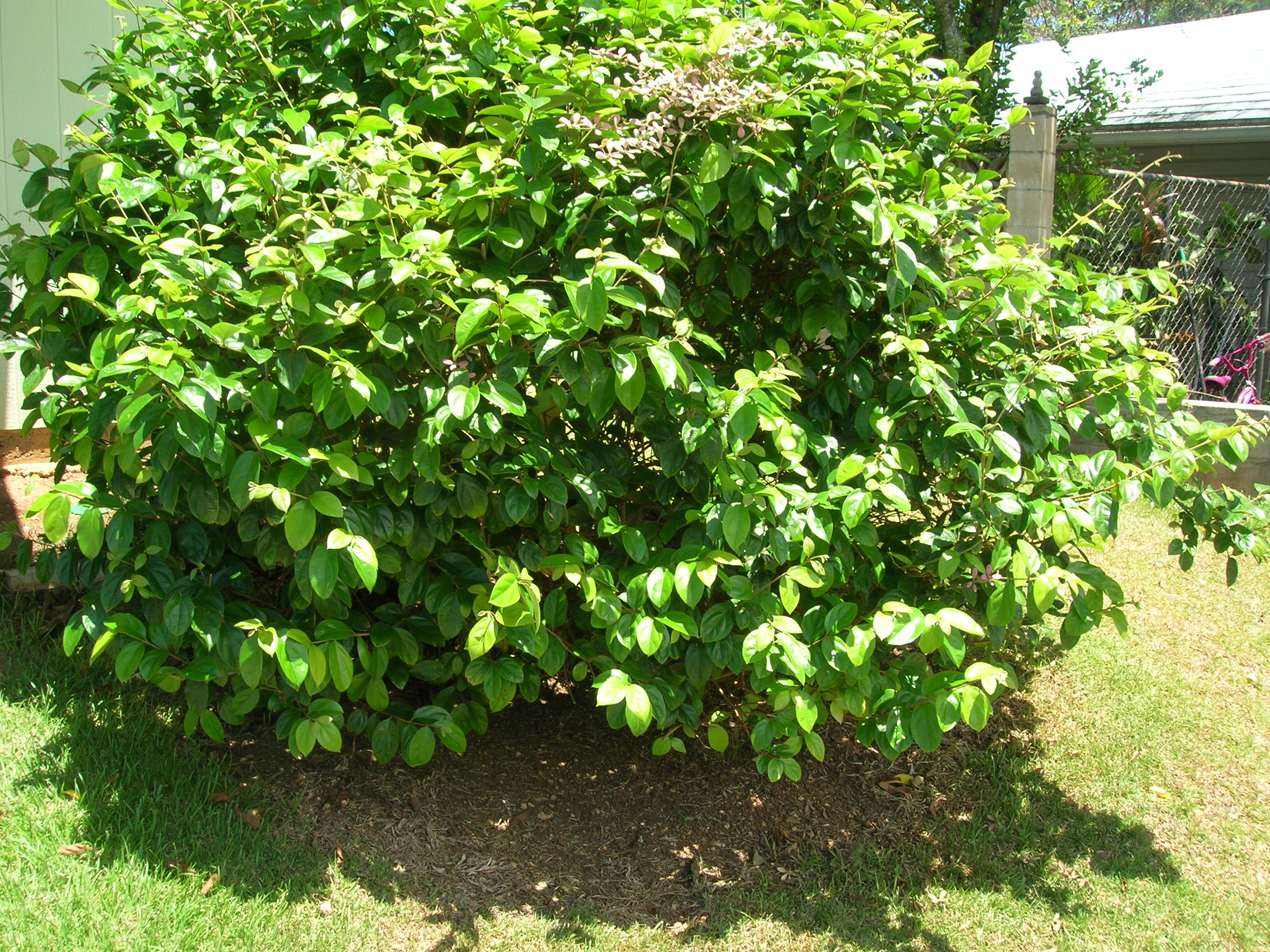
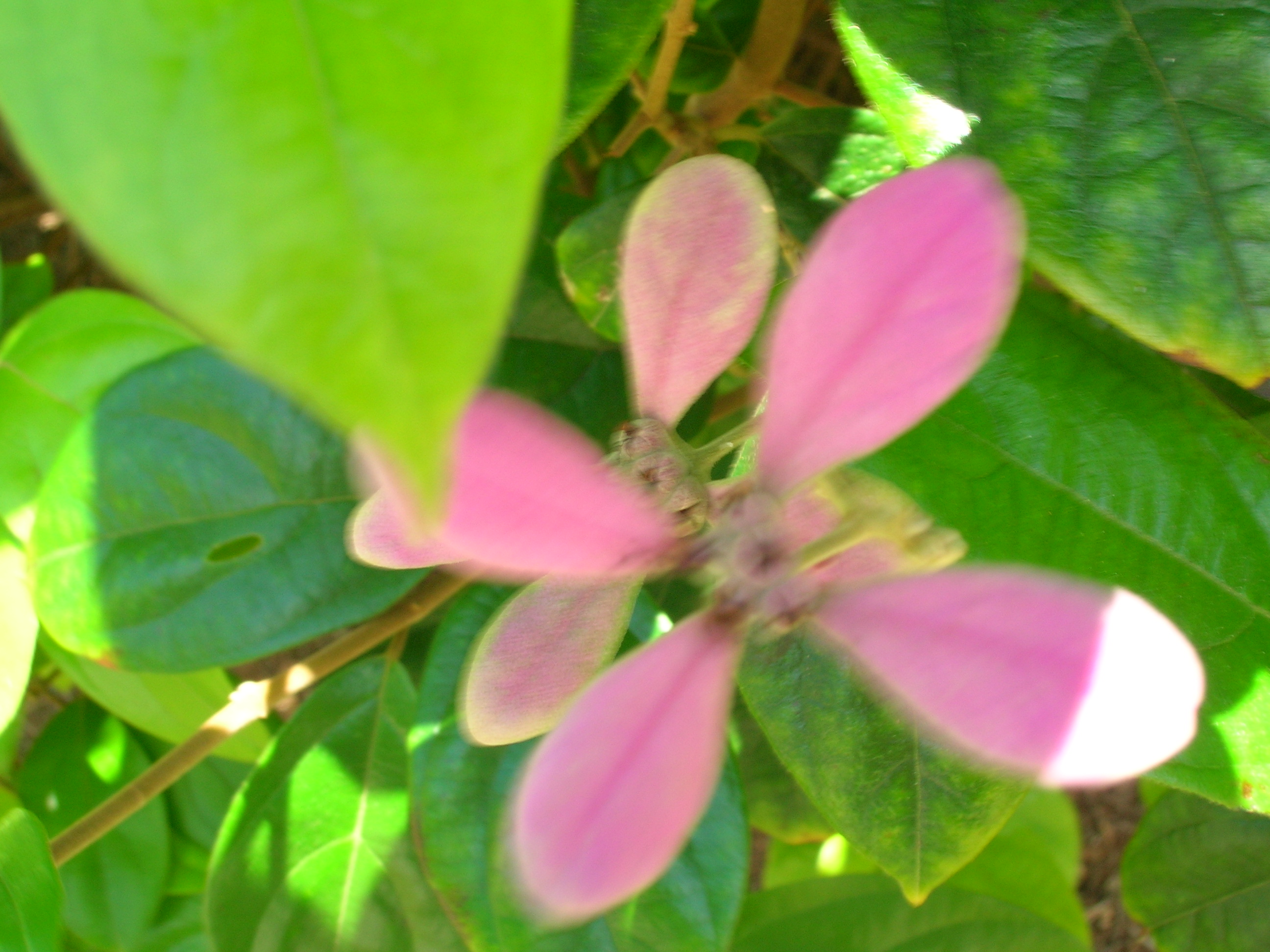
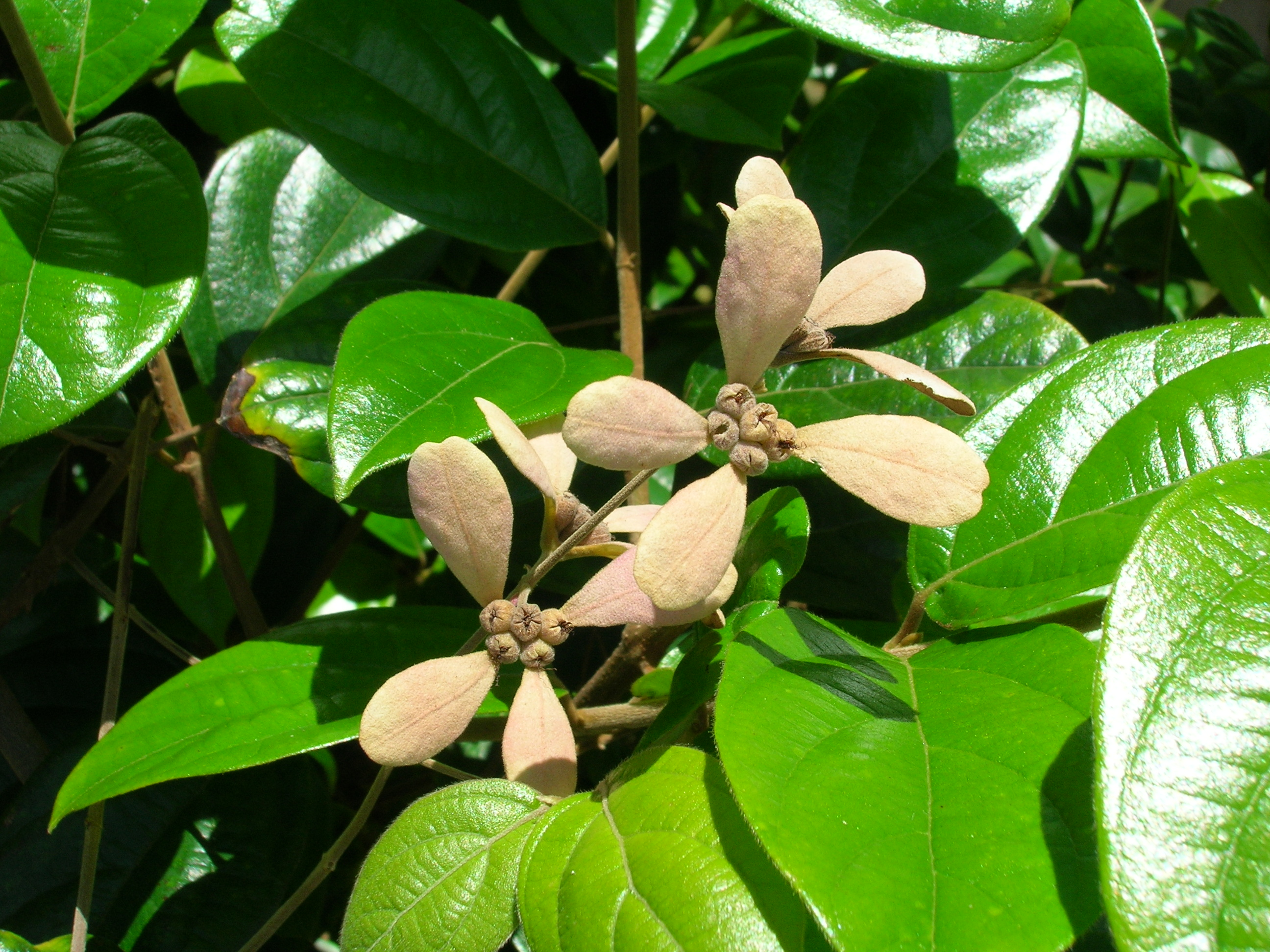